# Selenicereus setaceus
Selenicereus setaceusus, vrsta kaktusa iz tribusa Hylocereeae. Autohtono raste po južnoameričkim državama Argentina, Bolivija, Brazil, and Paragvaj.

## Uzgoj
- Preporučena temperatura:  Noć: 10-11°C
- Tolerancija hladnoće:  ne podnosi hladnoću
- Minimalna temperatura:  15°C

## Sinonimi
- Cereus bifrons Haw.
- Cereus hassleri K.Schum.
- Cereus setaceus Salm-Dyck ex DC.
- Hylocereus setaceus (Salm-Dyck ex DC.) Ralf Bauer
- Mediocactus hassleri (K.Schum.) Backeb.
- Mediocactus lindmanii (F.A.C.Weber ex K.Schum.) Backeb.
- Mediocactus setaceus (Salm-Dyck ex DC.) Borg
- Selenicereus rizzinii Scheinvar

## Vanjske poveznice
|  | Zajednički poslužitelj ima još gradiva o temi Selenicereus setaceusus |
|  | Wikivrste imaju podatke o taksonu Selenicereus                        |